# Selección de fútbol del Norte
La Selección Norte (parte de la Federación Norte) fue un equipo de fútbol que agrupó a los jugadores del País Vasco y Cantabria entre los años 1915 a 1916 y 1918 a 1922.

## Historia
Su primer partido fue el 3 de enero de 1915 en San Mamés, Bilbao. Vencieron a Cataluña por 6-1. El 7 de febrero jugaron de nuevo pero en Barcelona y empataron 2-2. En 1915 esta selección se proclamó campeona de la Copa del Príncipe de Asturias venciendo en Madrid por 1-0 a la selección catalana y empatando a uno con la selección Centro.
El 22 de noviembre de 1916, la Federación Española de Clubs de Foot-ball dispuso que los clubes cántabros causaran baja en la Federación Norte y se integraran en la Federación Regional Cantábrica de clubs de Foot-ball, junto a los clubes de la provincia de Oviedo que la conformaban previamente.
Tras varios desacuerdos entre los clubes de Vizcaya y Guipúzcoa, en 1918 el Comité Nacional de la Federación Española acordó dividir la Federación Norte en estas dos regiones. Así pues, la temporada 1918/19 los clubes guipuzcoanos pusieron en marcha su propio campeonato mientras que el Campeonato Norte continuó con los equipos vizcaínos y el reingreso del Racing de Santander, en representación de los clubes cántabros.
En 1922 se crearon de forma definitiva equipos separados para cántabros y vascos, al no aceptar estos primeros el cambio de nombre de la Federación Norte por Federación Vizcaína. De esta forma los clubes de la provincia de Santander abandonaron definitivamente la Federación Norte para crear su propio organismo federativo, que puso en marcha el Campeonato regional cántabro y la Selección de fútbol de Cantabria.
Ese mismo año, la asamblea de la Federación del Norte acordó el cambio de nombre por el de Federación Vizcaína, quedando compuesta exclusivamente por equipos de la provincia de Vizcaya.

## Cuadro de partidos y resultados
| Fecha              | Lugar     | Equipo local | Oponente | Resultado |
| ------------------ | --------- | ------------ | -------- | --------- |
| 13 de mayo de 1915 | Madrid    | Norte        | Cataluña | 1:0       |
| 14 de mayo de 1915 | Madrid    | Centro       | Norte    | 1:1       |
| 21 de mayo de 1916 | Barcelona | Cataluña     | Norte    | 1:3       |
| 22 de mayo de 1916 | Barcelona | Cataluña     | Norte    | 0:0       |
| 4 de junio de 1916 | Bilbao    | Norte        | Cataluña | 5:0       |

## Palmarés
- 1 Copa Príncipe de Asturias, 1915.[10]